# Muntra musikanter (1935)
Muntra musikanter (engelska: The Band Concert) är en amerikansk animerad kortfilm med Musse Pigg från 1935, och är den första film med Musse som gjordes i färg.

## Handling
Musse Pigg är dirigent för en orkester som ska spela musikstycket Wilhelm Tell. Samtidigt säljer Kalle Anka glass och utan att fråga om lov passar han på att störa orkestern genom att spela flöjt. Med tiden hinner det bli storm som drabbar både orkester och publik.

## Om filmen
Filmen är den 73:e Musse Pigg-kortfilmen som producerades och den andra som lanserades år 1935.
Filmen är den första Musse Pigg-filmen som gjordes i färg och är tecknad i Technicolor.
Visan som Kalle Anka spelar på flöjten är Turkey in the Straw.
År 1994 hamnade den på 3:e plats av Jerry Becks verk The 50 Greatest Cartoons.
När filmen hade Sverigepremiär gick den under titeln Muntra musikanter. Alternativa titlar till filmen är Musse Pigg som dirigent och Den stora konserten som också är samma titel som använts på DVD.
Filmen finns dubbad till svenska, och dubbades 1997.

## Rollista

### Originalversion
- Clarence Nash – Kalle Anka[11]

### Svensk röst
- Andreas Nilsson – Kalle Anka[10]